# Strongylosoma trilineata
Strongylosoma trilineata är en mångfotingart som beskrevs av Newport 1844. Strongylosoma trilineata ingår i släktet Strongylosoma och familjen orangeridubbelfotingar. Inga underarter finns listade i Catalogue of Life.